# Inwood – 207th Street
Inwood – 207th Street – stacja początkowa metra nowojorskiego, na linii A. Znajduje się w dzielnicy Queens, w Nowym Jorku i zlokalizowana jest przed stacją Dyckman Street. Została otwarta 10 września 1932.